# Pasar Madang
Pasar Madang is een bestuurslaag in het regentschap Tanggamus van de provincie Lampung, Indonesië. Pasar Madang telt 6571 inwoners (volkstelling 2010).